# Dentomuricea
Dentomuricea is een geslacht van neteldieren uit de klasse van de Anthozoa (bloemdieren).

## Soort
- Dentomuricea meteor Grasshoff, 1977